# Producerea de perechi
Producerea de perechi este procesul prin care se creează o particulă subatomice antiparticula acesteia dintr-un boson neutru. Exemple de perechi create includ electron-pozitron, miuon-antimiuon sau proton-antiproton. Producerea de perechi se referă adesea specific la crearea unei perechi electron-pozitron de către un foton în apropierea unui nucleu. Deoarece energia trebuie conservată, pentru ca producerea de perechi să aibă loc, energia incidentă a fotonului trebuie să fie suficient de mare pentru a depăși un prag minim, echivalent cu energia totală a masei de repaus a celor două particule create. (Având în vedere că electronul este cea mai ușoară particulă elementară, deci cu cea mai mică masă/energie, el necesită fotoni cu cea mai mică energie dintre toate procesele posibile de producere de perechi.) Conservarea energiei și a impulsului sunt principalele constrângeri ale procesului. Toate celelalte numere cuantice conservate (moment cinetic, sarcină electrică, număr leptonic) ale particulelor produse trebuie să se anuleze reciproc – astfel încât particulele create vor avea valori opuse una față de cealaltă. De exemplu, dacă o particulă are o sarcină electrică de +1, cealaltă trebuie să aibă o sarcină electrică de −1, sau dacă o particulă are o stranietate de +1, atunci cealaltă trebuie să aibă o stranietate de −1.
Probabilitatea de producere a perechilor în interacțiunile foton-materie crește odată cu energia fotonului și crește aproximativ proporțional cu pătratul numărului atomic (deci cu numărul de protoni) al atomului apropiat.

## Foton în electron și pozitron

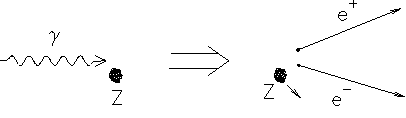
Diagrama prezintă procesul de producere a perechii electron-pozitron. În realitate, perechea produsă este aproape coliniară. Punctul negru etichetat cu „Z” reprezintă un atom adiacent, cu numărul atomic Z.

Pentru fotoni cu energie foarte mare (la scară de MeV și mai mare), producerea de perechi este modul dominant de interacțiune a fotonilor cu materia. Aceste interacțiuni au fost observate pentru prima dată în camera cu ceață a lui Patrick Blackett, ceea ce i-a adus premiul Nobel pentru Fizică în 1948. Dacă fotonul este aproape de un nucleu atomic, energia fotonului poate fi convertită într-o pereche electron-pozitron:

(Z+) γ → e− + e+

Graficul energiilor fotonilor calculate pentru un anumit element (număr atomic Z) la care valoarea secțiunii eficace pentru procesul din dreapta devine mai mare decât secțiunea eficace pentru procesul din stânga. Pentru calciu (Z=20), împrăștierea Compton începe să domine la hυ = 0,08 MeV și încetează la 12 MeV.

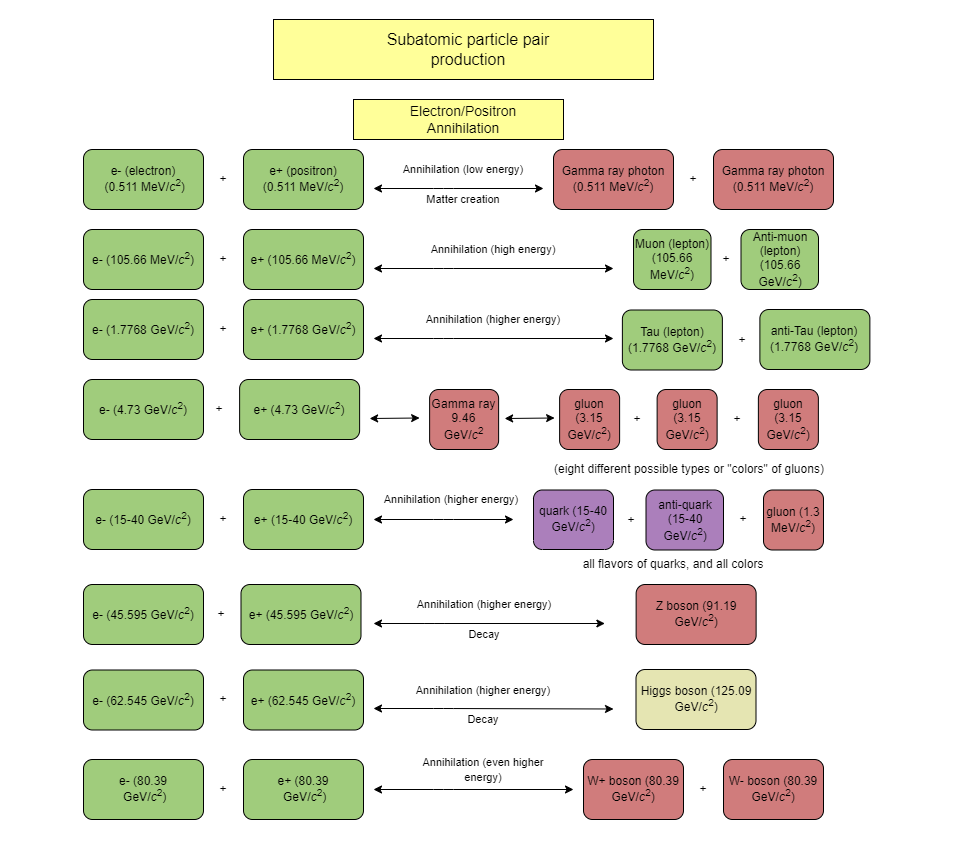
Producerea de perechi de particule subatomice

Energia fotonului este convertită în masă de particule conform ecuației lui Einstein, E = m ⋅ c2; unde E este energia, m este masa și c este viteza luminii. Fotonul trebuie să aibă o energie mai mare decât suma energiilor de masă de repaus ale unui electron și unui pozitron (2 ⋅ 511 keV = 1,022 MeV, rezultând o lungime de undă a fotonului de 1,2132 picometri) pentru ca producerea să aibă loc. (Astfel, producerea de perechi nu are loc în imagistica cu raze X medicale, deoarece aceste raze X conțin doar ~150 keV.) Fotonul trebuie să fie aproape de un nucleu pentru a satisface conservarea impulsului, deoarece o pereche electron-pozitron produsă în spațiul liber nu poate satisface conservarea simultană a energiei și a impulsului. Din acest motiv, atunci când are loc producerea de perechi, nucleul atomic primește un anumit recul. Procesul invers este anihilarea electron-pozitron.

### Cinematica de bază
Aceste proprietăți pot fi derivate prin cinematica interacțiunii. Folosind notația cvadrivectorială, conservarea energiei-impulsului înainte și după interacțiune dă:
{\displaystyle p_{\gamma }=p_{{\text{e}}^{-}}+p_{{\text{e}}^{+}}+p_{\text{ʀ}}}
unde {\displaystyle p_{\text{ʀ}}} este reculul nucleului. Rețineți că modulul vectorului cvadridimensional
{\displaystyle A\equiv (A^{0},\mathbf {A} )}
este
{\displaystyle A^{2}=A^{\mu }A_{\mu }=-(A^{0})^{2}+\mathbf {A} \cdot \mathbf {A} }
ceea ce implică faptul că {\displaystyle (p_{\gamma })^{2}=0} pentru toate cazurile și {\displaystyle (p_{{\text{e}}^{-}})^{2}=-m_{\text{e}}^{2}c^{2}}. Putem pătra ecuația de conservare:
{\displaystyle (p_{\gamma })^{2}=(p_{{\text{e}}^{-}}+p_{{\text{e}}^{+}}+p_{\text{ʀ}})^{2}}
Cu toate acestea, în majoritatea cazurilor, reculul nucleului este mic în comparație cu energia fotonului și poate fi neglijat. Luând această aproximare a {\displaystyle p_{R}\approx 0} și extinzând relația rămasă:
{\displaystyle (p_{\gamma })^{2}\approx (p_{{\text{e}}^{-}})^{2}+2p_{{\text{e}}^{-}}p_{{\text{e}}^{+}}+(p_{{\text{e}}^{+}})^{2}}{\displaystyle -2\,m_{\text{e}}^{2}c^{2}+2\left(-{\frac {E^{2}}{c^{2}}}+\mathbf {p} _{{\text{e}}^{-}}\cdot \mathbf {p} _{{\text{e}}^{+}}\right)\approx 0}
{\displaystyle 2\,(\gamma ^{2}-1)\,m_{\text{e}}^{2}\,c^{2}\,(\cos \theta _{\text{e}}-1)\approx 0}
Prin urmare, această aproximare poate fi satisfăcută numai dacă electronul și pozitronul sunt emiși într-o direcție foarte apropiată, adică {\displaystyle \theta _{\text{e}}\approx 0}.
Această derivare este o aproximare semiclasică. O derivare exactă a cinematicei poate fi făcută ținând cont de împrăștierea cuantică a fotonului și nucleului.

### Transfer de energie
Transferul de energie către electron și pozitron în interacțiunile de producere a perechilor este dat de:
{\displaystyle (E_{k}^{pp})_{\text{tr}}=h\nu -2\,m_{\text{e}}c^{2}}
unde {\displaystyle h} este constanta Planck, {\displaystyle \nu } este frecvența fotonului și a {\displaystyle 2\,m_{\text{e}}c^{2}} este masa combinată de repaus a electronului și pozitronului. În general, electronul și pozitronul pot fi emiși cu energii cinetice diferite, dar media transferată fiecăruia (ignorând reculul nucleului) este:
{\displaystyle ({\bar {E}}_{k}^{pp})_{\text{tr}}={\frac {1}{2}}(h\nu -2\,m_{\text{e}}c^{2})}

### Secțiunea eficace

Diagrama Feynman a producerii de perechi electron-pozitron. Pentru a obține secțiunea eficace netă trebuie calculate mai multe diagrame.

Forma analitică exactă pentru secțiunea eficace a producerii de perechi trebuie calculată prin electrodinamica cuantică sub forma diagramelor Feynman, rezultând o funcție complicată. Pentru simplificare, secțiunea eficace poate fi scrisă ca:
{\displaystyle \sigma =\alpha \,r_{\text{e}}^{2}\,Z^{2}\,P(E,Z)}
unde {\displaystyle \alpha } este constanta structurii fine, {\displaystyle r_{\text{e}}} este raza clasică a electronului, {\displaystyle Z} este numărul atomic al materialului, iar {\displaystyle P(E,Z)} este o funcție complexă care depinde de energie și de numărul atomic. Secțiunile eficiente sunt tabelate pentru diferite materiale și energii.
În 2008, laserul Titan, îndreptat către o țintă de aur de 1 milimetru grosime, a fost folosit pentru a genera un număr mare de perechi pozitron-electron.

## Astronomie
Producerea de perechi este invocată în explicația euristică a ipoteticei radiații Hawking. Conform mecanicii cuantice, perechile de particule apar și dispar constant ca o spumă cuantică. Într-o regiune cu forțe mareice gravitaționale foarte intense, cele două particule dintr-o pereche pot fi uneori smulse înainte de a avea șansa de a se anihila reciproc. Când acest lucru se întâmplă în jurul unei găuri negre, o particulă poate scăpa în timp ce partenerul său antiparticulă este capturat de gaura neagră.
Producerea de perechi este, de asemenea, mecanismul din spatele ipoteticei supernove de tipul producției de perechi, un tip de explozie stelară în care producerea de perechi scade brusc presiunea într-o stea supergigantă, ducând la o implozie parțială și apoi la o ardere termonucleară explozivă. Supernova SN 2006gy⁠(d) este presupusă a fi fost o supernovă de tip producere de perechi.